# 新進步聯盟
新进步联盟（英語：New Progressive Alliance，簡稱NPA）是一个曾經籌備的保守派政黨，計劃由新界鄉議局當然執行委員、上水區鄉事委員會主席侯志强擔任召集人，十八鄉鄉事委員會主席梁福元擔任副召集人，原定在2016年4月25日成立。 但因未能得到公司注册处的批准，創黨计划被迫搁置。

## 背景
新界乡议局代表原居民的利益，是政府认可的咨询组织，亦是一个亲北京的强大派別，在动员村民支持建制候选人上扮演重要角色。但受《乡议局条例》規限，乡议局不能转型为政党。在2010年代初，鄉議局与政府因新界小型屋宇政策及限制乡村发展（包括屯门堆填区发展）的城市规划问题而关系變得紧张。原居民代表对亲北京的盟友也越来越不满，一些人声称他们并不总是为村民的利益说话。
2015年年底起，上水區鄉事委員會主席侯志强计划成立一个代表原居民利益的政党。政党原名為「新界进步联盟」，但后来改为更能代表全港選民的「新进步联盟」。但新界鄉議局轄下的27个乡事委员会中，有15个都反对成立「新進步聯盟」，主要為离岛區和新界南部，他們担心新成立的新進步聯盟會劫持和取代乡议局。2016年，侯志強以獨立身份參選立法會選舉新界東選區，最後落選。